# Peil.nl
Peil.nl is een Nederlands opinieonderzoeksbedrijf van Maurice de Hond, opgericht in 2002. Peil.nl onderzoekt de mening van groepen mensen door ze steekproefsgewijs uit te nodigen voor een opinieonderzoek; de gezamenlijke respondenten worden het 'internetpanel' genoemd. Na aanmelding op de website kan men deelnemen aan het onderzoek dat bestaat uit vragen over politiek, sport en andere thema's waarin betalende opdrachtgevers geïnteresseerd zijn. Peil.nl is een samenwerkingsverband tussen De Honds View/Ture en No Ties.